# Larragueta
Larragueta (Larrageta en euskera)  es una localidad y concejo del municipio de Berrioplano situado en la Comunidad Foral de Navarra (España). La localidad está situada en la Cuenca de Pamplona. Su población en 2014 fue de 88 habitantes (INE)

## Geografía
Situado en el extremo occidental del municipio de Berrioplano, al  sur del monte homónimo, limita por el noroeste con Añézcar, por el sur y el oeste con el municipio de Iza, y por el este con Loza.

## Historia
Durante el siglo XVIII Larragueta contó con Ayuntamiento propio además de cárcel y escuela, pero en las reformas municipales del siglo XIX se incorporó a la Cendea de Ansoáin.

## Demografía
| 1996 | 1998 | 1999 | 2000 | 2001 | 2002 | 2003 | 2004 | 2005 | 2006 | 2007 | 2008 | 2009 |
| ---- | ---- | ---- | ---- | ---- | ---- | ---- | ---- | ---- | ---- | ---- | ---- | ---- |
| 30   | 38   | 30   | 34   | 35   | 42   | 47   | 44   | 42   | 55   | 71   | 73   | 80   |

## Fiestas
- Fiestas Patronales: Tienen lugar el primer fin de semana de agosto.[1]

- Romería de San Isidro Se celebra todos los años el 15 de mayo, en compañía de los pueblos de Añézcar y Oteiza.[1]